# Interstate 355
L'Interstate 355 (I-355), aussi connue comme la Veterans Memorial Tollway, est une autoroute inter-États à péage qui parcourt les banlieues ouest et sud-ouest de Chicago, en Illinois. L'I-355 débute à l'I-80 à New Lenox et se dirige vers le nord jusqu'à l'I-290 à Itasca, parcourant une distance de 32,5 miles (52,3 km).
C'est en 1989 que la planification d'une autoroute à péage dans l'axe de l'I-355 débute. À l'origine, l'I-355 débutait à l'I-55 et se dirigeait jusqu'à l'I-290. Cette nouvelle autoroute a permis d'améliorer le trajet des banlieusards de l'ouest de Chicago. Elle a aussi permis l'établissement commercial et industriel dans ce secteur. En 2007, l'autoroute inaugure une section au sud de l'I-55 jusqu'à l'I-80.

## Description du tracé
Le terminus sud de l'I-355 est au nord-est de New Lenox, où l'autoroute rencontre l'I-80. L'I-355 se dirige au nord et légèrement à l'ouest à travers un secteur plus rural du comté de Will. Tout juste après avoir croisé la US 6, la section à péage débute avec le premier poste de péage. Elle continue au nord à travers les comtés de Will et de Cook. L'I-355 croisera ensuite l'I-55 à Bolingbrook.
Au nord de l'I-55, l'I-355 continue au nord dans les banlieues du comté de DuPage. L'I-355 rencontre ensuite l'I-88 et la suit, sans toutefois former de multiplex avec celle-ci. L'autoroute continue vers le nord et croise la US 20. Un peu plus au nord, l'I-355 se termine lorsqu'elle rencontre l'I-290 près de la limite des villages d'Itasca et d'Addison.

## Liste des sorties
| Interstate 355       |                                 |       |       |                                   |                                                                             |                                                                                                |
| Comté                | Municipalité                    | mi    | km    | Sortie                            | Intersections / Destinations                                                | Notes                                                                                          |
| Will                 | New Lenox                       | 0,00  | 0,00  | 0                                 | I-80 – Iowa, Indiana                                                        | Terminus sud; indiqué sortie 0A (est) et 0B (ouest; sortie140 de l'I-80                        |
| Will                 | New Lenox                       | 1,00  | 1,60  | 1                                 | US 6 (Southwest Highway)                                                    | Péage (sortie direction nord et entrée direction sud)                                          |
| Will                 | Lockport                        | 3,50  | 5,60  | Poste de péage de Spring Creek    | Poste de péage de Spring Creek                                              | Poste de péage de Spring Creek                                                                 |
| Will                 | Lockport                        | 5,00  | 8,00  | 4                                 | IL 7 (en) (159th Street)                                                    | Péage (sortie direction sud et entrée direction nord)                                          |
| Will                 | Lockport                        | 7,50  | 12,10 | 7                                 | IL 171 (en) (Archer Avenue) / 143rd Street                                  | Péage (sortie direction sud et entrée direction nord)                                          |
| Cook                 | Lemont                          | 9,00  | 14,50 | 8                                 | 127th Street                                                                | Péage (sortie direction sud et entrée direction nord)                                          |
| Will                 | Bolingbrook                     | 12,50 | 20,10 | 12                                | I-55 – Chicago, Saint-Louis Historic US 66 (Joliet Road)                    | Indiqué sortie 12A (nord) et 12B (sud); sortie 269 de l'I-55                                   |
| Will                 | Bolingbrook                     | 13,50 | 21,70 | 13                                | Boughton Road                                                               | Vers 87th Street; péage (sortie direction nord et entrée direction sud)                        |
| DuPage               | Bolingbrook                     | 14,50 | 23,30 | Poste de péage de Boughton Road   | Poste de péage de Boughton Road                                             | Poste de péage de Boughton Road                                                                |
| DuPage               | Woodridge                       | 15,50 | 24,90 | 15                                | CR 33 (75th Street)                                                         | Péage (sortie direction sud et entrée direction nord)                                          |
| DuPage               | Woodridge                       | 17,00 | 27,40 | 17                                | CR 38 est (63rd Street) / CR 2 ouest (Hobson Road)                          | Péage (sortie direction sud et entrée direction nord)                                          |
| DuPage               | Limite Lisle–Downers Grove      | 18,50 | 29,80 | 18                                | CR 17 (Maple Avenue)                                                        | Péage (sortie direction sud et entrée direction nord)                                          |
| DuPage               | Limite Lisle–Downers Grove      | 19,50 | 31,40 | 19                                | US 34 (Ogden Avenue)                                                        | Numérotation direction sud; la rampe de sortie fusionne avec celle de l'I-88 est vers la US 34 |
| DuPage               | Limite Lisle–Downers Grove      | 19,50 | 31,40 | 20B                               | US 34 (Ogden Avenue)                                                        | Numérotation direction nord                                                                    |
| DuPage               | Downers Grove                   | 19,50 | 31,40 | 20                                | I-88 / IL 110 (en) (CKC) (Ronald Reagan Memorial Tollway) – Aurora, Chicago | Indiqué sortie 20A en direction nord; sortie 131 de l'I-88 ouest et 131 / 132 de l'I-88 est    |
| DuPage               | Downers Grove                   | 22,50 | 36,20 | 22                                | IL 56 (en) (Butterfield Road)                                               | Péage (sortie direction nord et entrée direction sud)                                          |
| DuPage               | Limite Glen Ellyn–Lombard       | 24,50 | 39,40 | 24                                | IL 38 (en) (Roosevelt Road)                                                 | Péage (sortie direction nord et entrée direction sud)                                          |
| DuPage               | Limite Glendale Heights–Lombard | 28,00 | 45,10 | 27                                | IL 64 (en) (North Avenue)                                                   | Péage (sortie direction nord et entrée direction sud)                                          |
| DuPage               | Limite Glendale Heights–Lombard | 29,00 | 46,70 | Poste de Péage de Army Trail Road | Poste de Péage de Army Trail Road                                           | Poste de Péage de Army Trail Road                                                              |
| DuPage               | Addison                         | 30,00 | 48,30 | 29                                | CR 11 (Army Trail Road)                                                     |                                                                                                |
| DuPage               | Addison                         | 31,50 | 50,70 | 31                                | US 20 (Lake Street)                                                         |                                                                                                |
| DuPage               | Limite Addison–Itasca           | 32,50 | 52,30 | —                                 | I-290 vers IL 53 (en) nord – Rockford, Chicago                              | Terminus nord; sortie 7 de l'I-290                                                             |
| - Péage électronique |                                 |       |       |                                   |                                                                             |                                                                                                |